# Huta Silesia
Huta Silesia – huta cynku w Świętochłowicach w dzielnicy Lipiny, założona w 1847 roku, działała do 2000 roku.

## Historia

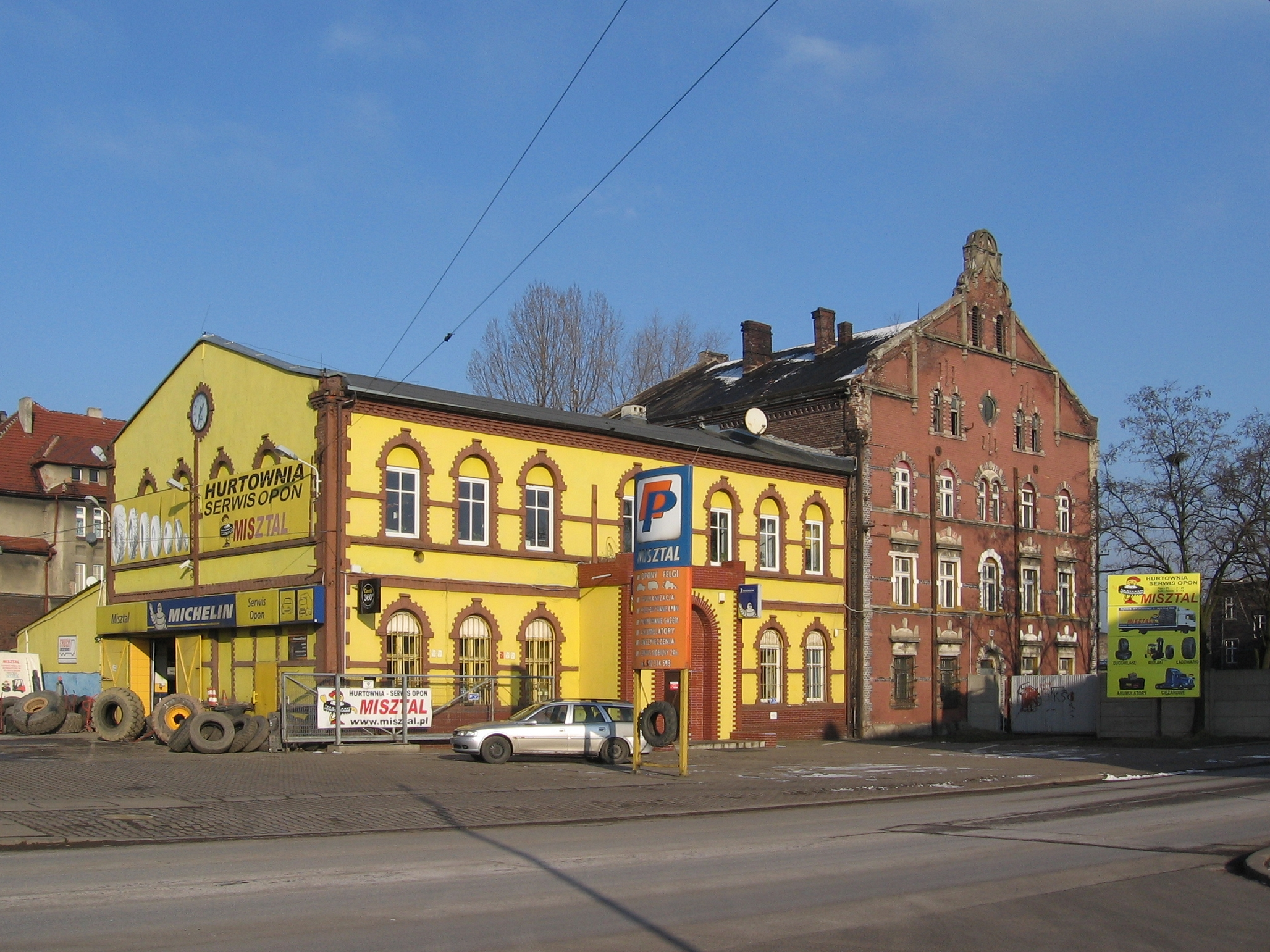
Nieistniejący obecnie budynek łaźni Huty Silesia (po prawej, 2018)

Powstała w 1847 r. jako Huta Konstancja. W 1852 obok wybudowano Hutę Gabor. Obie huty w roku 1857 przeszły na własność pol. Śląskiej Spółki Akcyjnej dla Górnictwa i Hutnictwa Cynkowego we Wrocławiu. W latach sześćdziesiątych XIX wieku nastąpiła dalsza rozbudowa hut i wówczas otrzymały nazwę Zakłady Cynkowe „Silesia”. W 1859 uruchomiono walcownię cynku o napędzie parowym. W latach 1885–1895 wybudowano walcownię blachy cynkowej, która przed I wojną światową była największym tego typu zakładem na kontynencie europejskim. W 1961 doszło do połączenia Zakładów Cynkowych „Silesia” w Lipinach i Zakładów Cynkowych „Wełnowiec” w Katowicach, dawna Huta „Hohenlohe”, w Zakłady Cynkowe „Silesia” w Katowicach, od 1984 Zakłady Metalurgiczne „Silesia”. W latach 1998–2000 zakład w Lipinach zaprzestał prowadzenia działalności gospodarczej, a produkcję głównego wyrobu – stopów odlewniczych przeniesiono do walcowni w Wełnowcu.
W 2001 r. nieczynny zakład kupiło przedsiębiorstwo MetalCo, gdzie prowadzi przetwarzanie skupowanych odpadów cynkowych.
Do dziś zachowała się jedynie zachodnia część kompleksu, czyli zespół zabudowań walcowni z urządzeniami. Do rejestru zabytków nieruchomych województwa śląskiego wpisano zespół walcowni cynku na terenie zakładu metalurgicznego Silesia, tj. walcownię z 1858 roku, pralnię i rozdzielnię z 1 połowy XIX wieku, kotłownię i warsztat mechaniczny z 2. połowy XIX wieku – jest to najlepiej zachowany zespół historycznych zabudowań związanych z przetwórstwem cynku na terenie Polski.
Pierwsza naukowa monografia zakładu powstała na Uniwersytecie Śląskim w 1976 pod kierunkiem prof. Henryka Rechowicza.

## Galeria

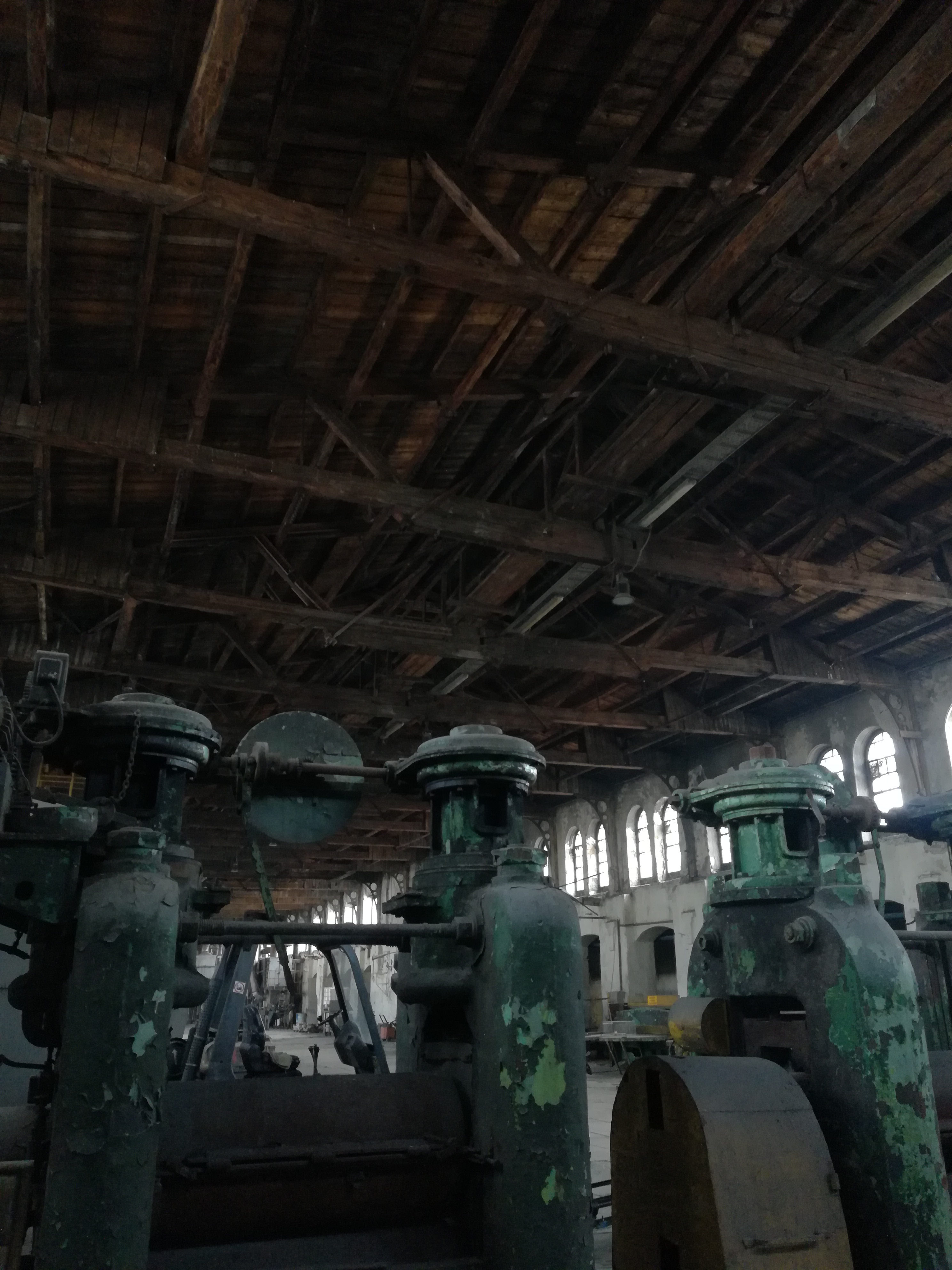
Walcarki w hali walcowni Huty Silesia w Świętochłowicach-Lipinach
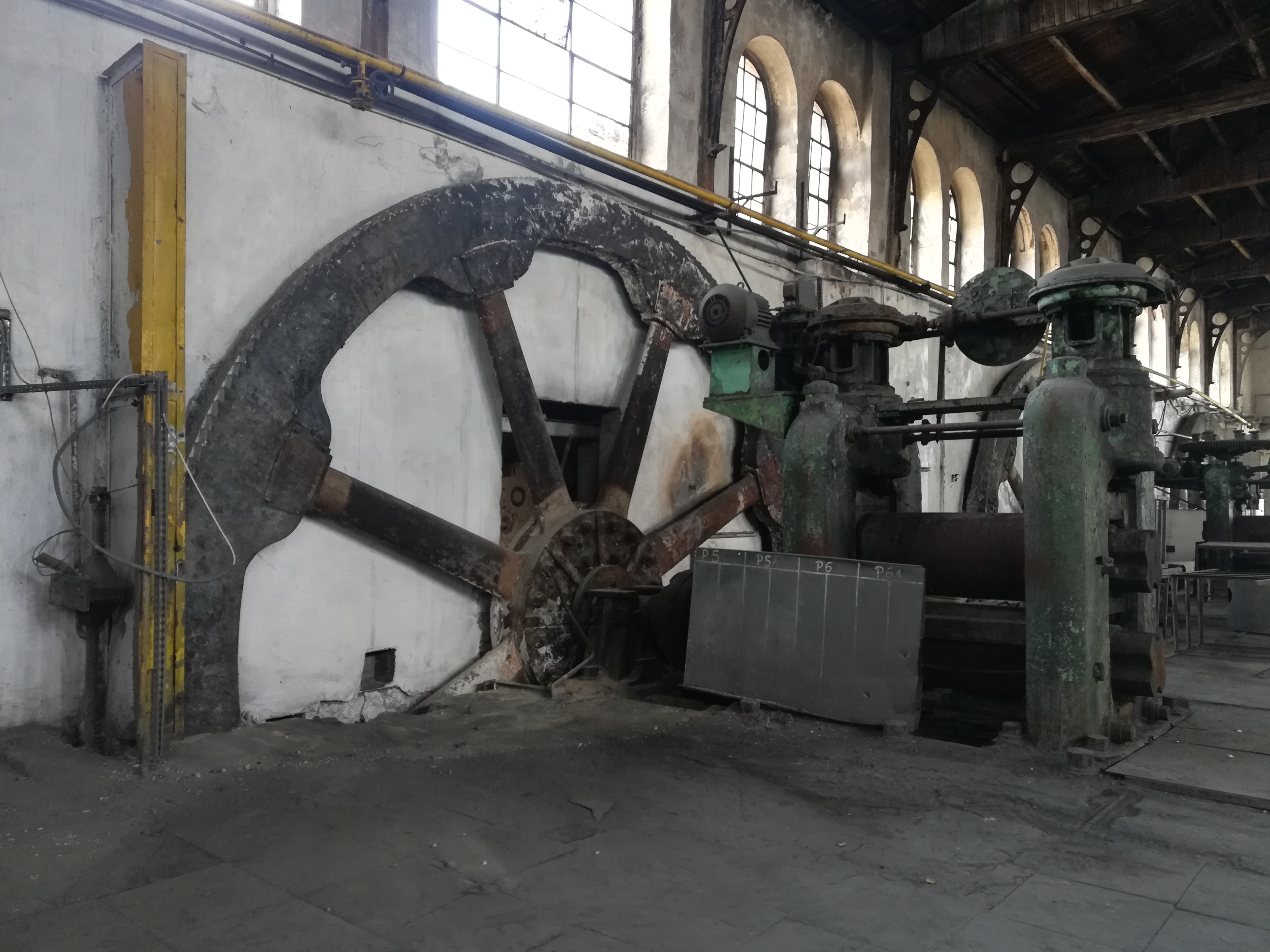
Walcarka z kołem zamachowym w hali walcowni Huty Silesia w Świętochłowicach-Lipinach
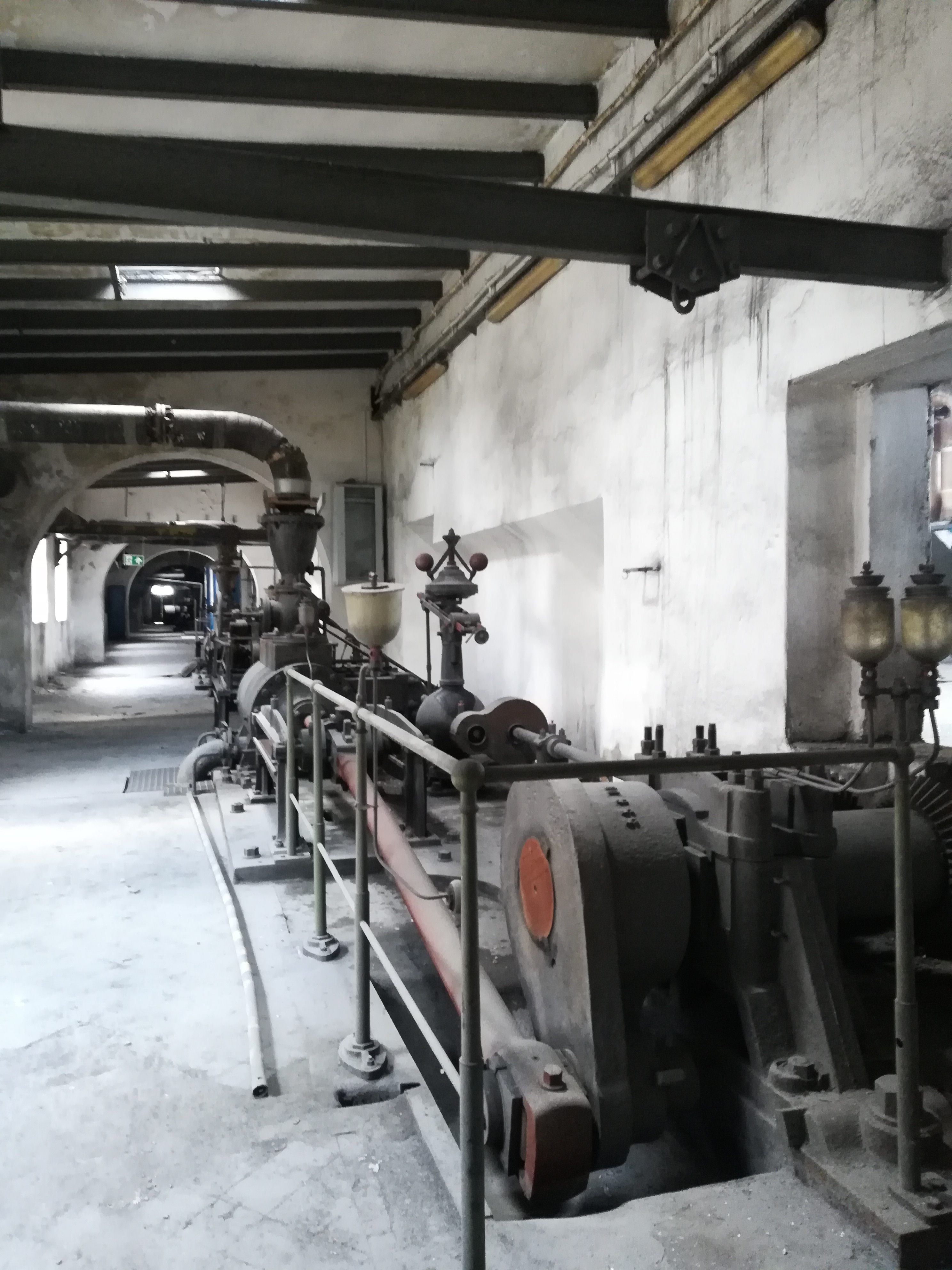
Maszyny parowe do napędu walcarek w Hucie Silesia w Świętochłowicach-Lipinach
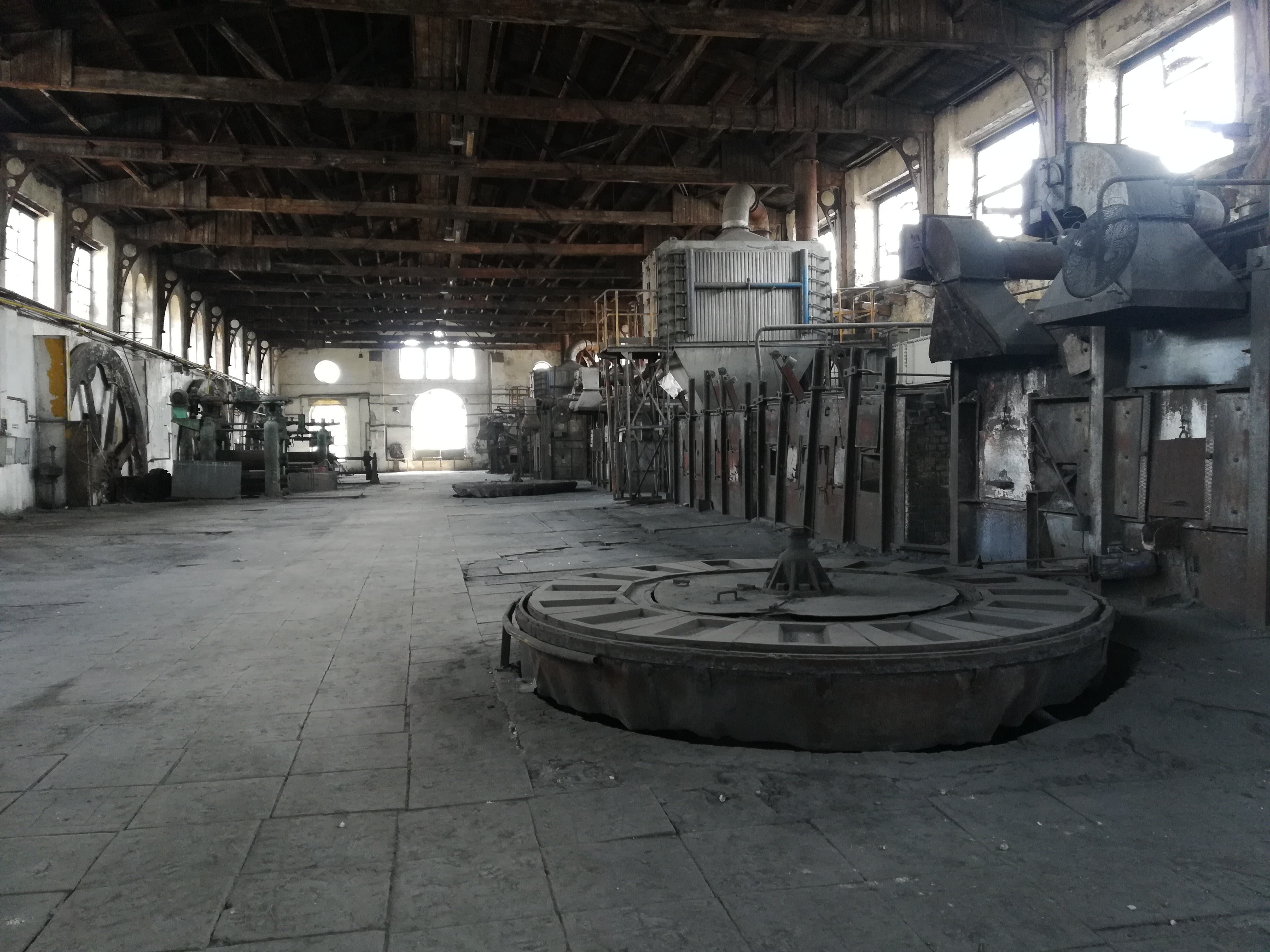
Hala walcowni Huty Silesia w Świętochłowicach-Lipinach